# Angela Beard
Angela Rachael „Angie“ Beard (* 16. August 1997 in Australien) ist eine australische Fußballspielerin.

## Karriere

### Vereine
Im Jahr 2014 startete sie ihre Zeit bei Brisbane Roar für welche sie dann Mitte September in einem Ligaspiel erstmals debütierte. Danach folgten noch vier weitere Einsätze über den Zeitraum der laufenden Saison 2014/15. In den beiden nächsten Spielzeiten wurde sie dann schnell einer wichtigsten Spieler ihrer Mannschaft. Zur Saison 2017/18 wechselte sie zum Ligakonkurrenten Melbourne Victory und konnte hier ihre Position als Stammspielerin ebenfalls klarmachen.
Von Juli bis Oktober 2020 spielte sie in Island dann noch einmal kurzzeitig für KR Reykjavík und kehrte dann wieder nach Melbourne zurück. Im Juni 2021 verließ sie aber endgültig Australien und unterschrieb in Dänemark bei Fortuna Hjørring. Nach zwei erfolgreichen Spielzeiten hier kehrte sie im Januar 2023 nach Australien zurück und schloss sich hier dem neuen Team von Western United an.

### Nationalmannschaft

#### Australien
In der australischen U17 und U20 kam sie schon zu einer unbekannten Anzahl an Einsätzen. Im September 2021 kam sie dann in einem Freundschaftsspiel gegen Irland zu ihrem Debüt für die A-Nationalmannschaft. Im Oktober des Jahres folgten dann noch zwei weitere Einsätze bei Freundschaftsspielen.

#### Philippinen
Im Oktober 2022 wurde sie dann zu einem Trainingslager der philippinischen Nationalmannschaft eingeladen, für welche sie durch die Herkunft ihrer Mutter auch spielberechtigt ist. Im Februar 2023 machte sie dann auch öffentlich, dass sie überlegt den Verband zu wechseln, da sie für Australien bislang nur Freundschaftsspiele bestritten hatte, war dieser Wechsel noch möglich.
Am 9. Juli 2023 wurde sie dann für den Kader bei der Weltmeisterschaft 2023 nominiert. Ein erster Einsatz für sie im Trikot der Mannschaft steht aber noch aus.